# Глейшер (лунный кратер)
Кратер Глейшер (лат. Glaisher) — маленький ударный кратер на юго-западной границе Моря Кризисов на видимой стороне Луны. Название присвоено в честь английского метеоролога и аэронавта Джеймса Глейшера (1809—1903); утверждено Международным астрономическим союзом в 1935 г.

## Описание кратера

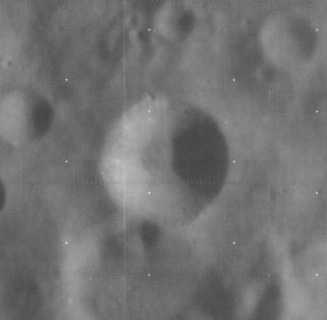
Снимок Lunar Orbiter IV

Ближайшими соседями кратера являются кратер Криль на западе-северо-западе; кратер Прокл на северо-западе; кратер Йеркс на северо-востоке; кратеры Гривз и Лик на востоке; кратер Теббутт на юго-востоке; кратер Асада на юге; а также кратеры Леонардо Да Винчи и Уотс на юго-западе. На западе от кратера располагается болото Сна; на северо-западе Залив Любви и Озеро Справедливости; на востоке лежит Море Кризисов; на юге Море Изобилия; на западе-юго-западе Залив Согласия, на западе Море Спокойствия. Селенографические координаты центра кратера 13°11′ с. ш. 49°20′ в. д. / 13,19° с. ш. 49,34° в. д., диаметр 15,9 км, глубина 3,29 км.
Кратер имеет циркулярную чашеобразную форму с небольшим участком плоского дна, практически не разрушен. К южной части вала примыкает сдвоенная пара сателлитных кратеров Глейшер E и Глейшер G (см. ниже). Средняя высота вала кратера над окружающей местностью 560 м. По морфологическим признакам кратер относится к типу BIO (по названию типичного представителя этого класса – кратера Био).
Кратер Глейшер включен в список кратеров с темными радиальными полосами на внутреннем склоне Ассоциации лунной и планетарной астрономии (ALPO).

## Сателлитные кратеры

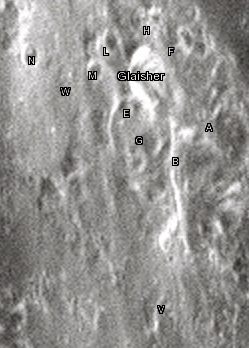
Снимок Девида Кемпбелла.

| Глейшер | Координаты                                            | Диаметр, км |
| ------- | ----------------------------------------------------- | ----------- |
| A       | 12°50′ с. ш. 50°44′ в. д. / 12,84° с. ш. 50,73° в. д. | 19,2        |
| B       | 12°29′ с. ш. 50°09′ в. д. / 12,48° с. ш. 50,15° в. д. | 23,1        |
| E       | 12°38′ с. ш. 49°11′ в. д. / 12,63° с. ш. 49,19° в. д. | 20,8        |
| F       | 13°38′ с. ш. 49°55′ в. д. / 13,64° с. ш. 49,92° в. д. | 7,3         |
| G       | 12°22′ с. ш. 49°29′ в. д. / 12,37° с. ш. 49,49° в. д. | 18,9        |
| H       | 13°44′ с. ш. 49°27′ в. д. / 13,74° с. ш. 49,45° в. д. | 4,8         |
| L       | 13°25′ с. ш. 48°46′ в. д. / 13,41° с. ш. 48,77° в. д. | 7,0         |
| M       | 13°07′ с. ш. 48°34′ в. д. / 13,12° с. ш. 48,56° в. д. | 5,8         |
| N       | 13°05′ с. ш. 47°35′ в. д. / 13,09° с. ш. 47,58° в. д. | 6,9         |
| V       | 11° с. ш. 50° в. д. / 11° с. ш. 50° в. д.             | 13,0        |
| W       | 12°33′ с. ш. 47°38′ в. д. / 12,55° с. ш. 47,64° в. д. | 48,0        |